# Amotherby
Amotherby – wieś w Anglii, w hrabstwie North Yorkshire, w dystrykcie (unitary authority) North Yorkshire. Leży 27 km na północny wschód od miasta York i 298 km na północ od Londynu. Miejscowość liczy 357 mieszkańców.